# 肯迪布国家公园
肯迪布国家公园坐落于卡鲁，几乎完全围绕着格拉夫的东开普镇。
肯迪布国家公园是南非国家公园管理部于2005年10月30日，星期天宣告的第22个国家公园。占地面积为194km²。
经过政府、保护组织和相关利益部门大量的协商和讨论，南非环境事务与旅游部部长马蒂纳斯·万·斯卡尔奎克公布意图宣布格拉夫地区的南非第22个国家公园。这是世界自然基金会为南非自然特许的，项目核心是捐赠14500公顷卡鲁自然保护区。
随后在公开协商过程中探讨为公园取新名字的问题，最后选择肯迪布国家公园。
卡鲁自然保护区成立于1979年，当国际自然保护联盟和世界野生动物基金会认可对卡鲁生态区的紧急保护措施，并将这一行动列入优先考虑的世界自然保护事宜中。